# ويسماونت (كيبك)
ويسمونت، كيبك (بالإنجليزية: Westmount)‏ هي مدينة كندية تقع في مقاطعة كيبك. تبلغ مساحة هذه المدينة 4.0243 (كم²)، ويبلغ عدد سكانها 20494 نسمة حسب إحصاء سنة 2006 م، بينما كان يسكنها 19727 نسمة في سنة 2001 م. تحتل هذه المدينة المرتبة رقم 184 بين مدن كندا حسب عدد السكان والمرتبة رقم 50 في المقاطعة. النمو سكاني في هذه المدينة يقدر بـ(3.9).

## أعلام
- سام روبرتس
- ويليام أوينز
- ويليام تومسون
- ميخائيل جيمس والش
- تشارلز دانيال فرينش
- صموئيل إدوارد دوسن
- إزرائيل هالبرين
- فرنسيس إدوارد جيلمان
- كينيث فارمر
- كارولين ريا

## وصلات خارجية
- الأطلس الحكومي لكندا
- إحصاءات كندا مع ساعة تعداد السكان